# Инва Мула
Инва Мула (на албански: Inva Mula) е албанска оперна певица, лирично сопрано. Известна е в поп-културата с дублирането на гласа на Дива Плавалагуна от филма „Петият елемент“.

## Биография
Родена е на 27 юни 1963 в Тирана в семейството на оперни певци – албанеца Авни Мула и рускинята Нина Мула. През 1987 печели конкурса Cantante d'Albania в Тирана, а през 1988 година – конкурса на името на Георге Енеску в Букурещ. През 1992 е победителка в конкурса Butterfly в Барселона. На следващата година печели награда на първия международен оперен конкурс Operalia, организиран от Пласидо Доминго в Париж, от който е записан диск с участията.
Мула изнася концерти в Париж, Тулуза, Триест, Милано, Верона, Брюксел, Мюнхен, Осло, Торонто, Токио, Билбао. Въплъщава се в роли от оперите „Медея“ на Луиджи Керубини, „Пертската красавица“ и „Иван IV“ на Жорж Бизе, „Лястовичката“ и „Бохеми“ от Джакомо Пучини, „Травиата“, „Фалстаф“ и „Риголето“ на Джузепе Верди, „Лучия ди Ламермур“ и „Любовен еликсир“ от Гаетано Доницети, „Манон“ от Жул Масне, „Мирей“ от Шарл Гуно.
Често ѝ акомпанира френско-албанският пианист Генк Тукичи. Бившият ѝ съпруг е известният албански певец и композитор Пиро Чако, настоящият е Хетем Рамадани, косовски бизнесмен.